# Edison Music Awards

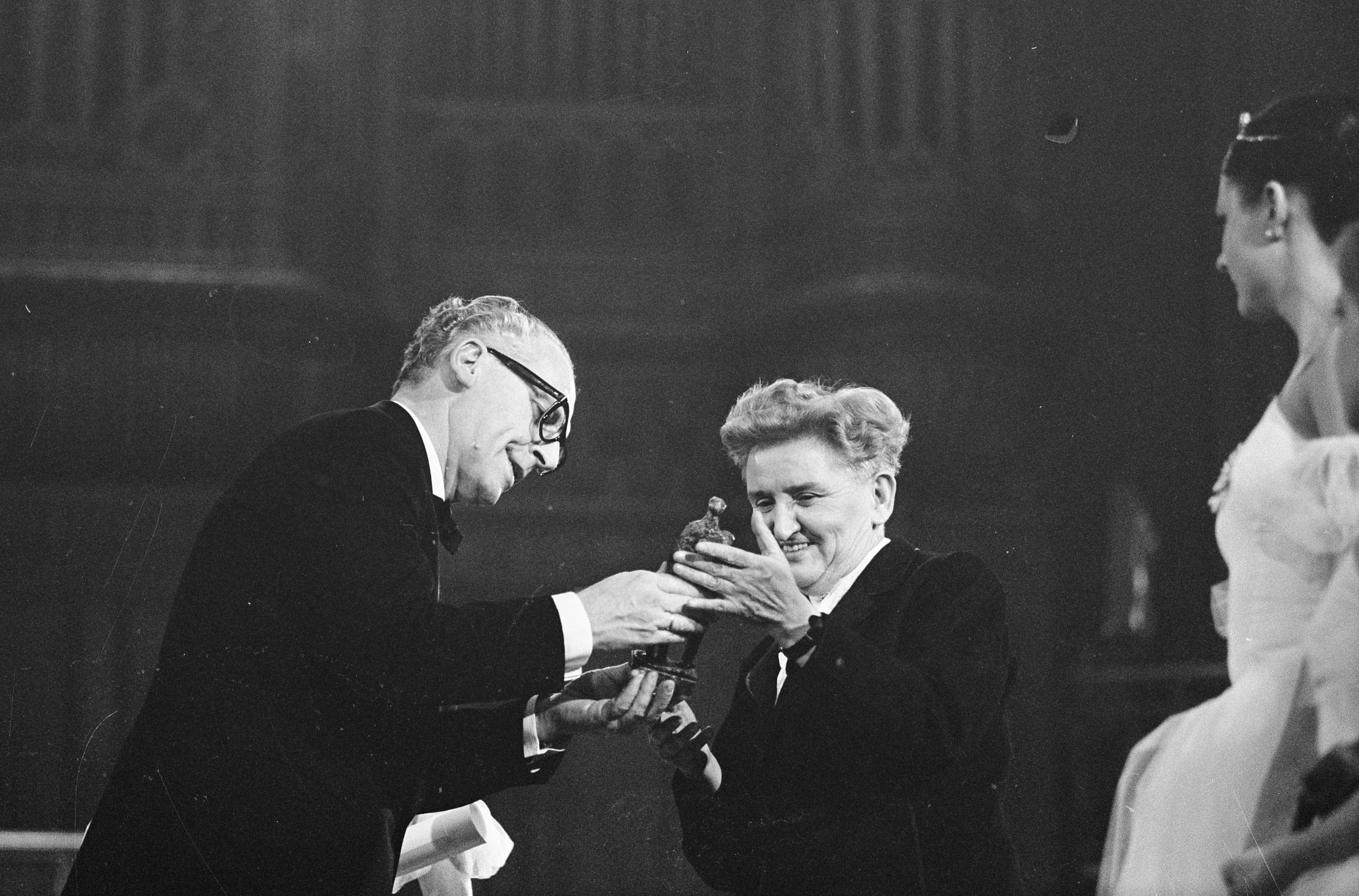
Wręczanie nagrody podczas Grand Gala du Disque klassiek (1966)

The Edison Award – najstarsza i najbardziej prestiżowa nagroda muzyczna przyznawana w Holandii od 1960 roku. Laureaci otrzymują wykonaną z brązu statuetkę przedstawiającą Thomasa Edisona, zaprojektowaną przez holenderskiego rzeźbiarza Pietera d’Honta.

## Artyści z największą liczbą nagród
13 – Marco Borsato
- 1995, 1998, 2009: Najlepszy solista
- 1995, 1998, 2001, 2003, 2005: Najlepsza piosenkarka (pop)
- 1999: Najlepszy artysta holenderski
- 2005, 2009: Najlepszy album
- 2005: Najlepsze DVD
- 2011: Twórczość

9 – Anouk
- 1998, 2000, 2003, 2006, 2011: Najlepsza piosenkarka
- 1998: Najlepszy Film
- 1998: Najlepszy nowy artysta
- 2000: Najlepszy artysta holenderski
- 2001: Najlepszy solista

8 – Herman van Veen
- 1970, 1971, 1982, 1983: Vocal (holenderski)
- 1979, 1991: Repertuar dla dzieci
- 1988: Kabaret
- 2010: Twórczość

7: Bløf
- 2000, 2001, 2003, 2004, 2009: Najlepszy zespół
- 2003: Najlepszy album
- 2005: Najlepszy solista

6 – Ilse DeLange
- 1999, 2001, 2004, 2009 Najlepszy piosenkarz
- 2001: Najlepszy artysta holenderski
- 2011: Najlepsza piosenka

5: Boudewijn de Groot
- 1967, 1968, 1973: Pop Narodowy
- 1980: Vocal (holenderski)
- 1998: Twórczość

5 – Kane
- 2001, 2002: Alternative
- 2002: Najlepszy album
- 2004: Najlepsze DVD
- 2010: Najlepszy solista

5 – Quincy Jones
- 1964: Instrumental
- 1970, 1972: Jazz
- 1978, 1979: Musical / Film

5 – Robert Long
- 1977: Pop (Narodowy)
- 1980: Kabaret
- 1985, 1989: Vocal (holenderski)
- 1989: Kabaret

5 – Rob de Nijs
- 1964: Muzyka młodzieżowa
- 1986, 1987: Vocal (holenderski)
- 2002: Twórczość
- 2011: Najlepszy męski artysta